# 岭北站
岭北站是位于内蒙古自治区牙克石市岭北村的一个铁路车站，邮政编码022166。车站建于1954年，有牙林铁路经过该站，现不办理客货运业务。车站距离牙克石190公里，隶属哈尔滨铁路局，是五等站。